# Lavagh
Lavagh è una località della Contea di Sligo, in Irlanda.
Il nome irlandese è Leamhach, che significa 'bosco di olmi' o 'terra in cui abbondano gli olmi'.
Si trova circa 20 km a sud ovest di Sligo.